# Togoperla clavata
Togoperla clavata és una espècie d'insecte plecòpter pertanyent a la família dels pèrlids.

## Descripció
- Els adults són de color marró fosc amb el cap generalment marró i les ales marró fosc amb la nervadura més fosca.
- Les ales anteriors dels mascles fan entre 21 i 23 mm de llargària i les de les femelles 26-29.[5]

## Distribució geogràfica
Es troba a Indoxina: el Vietnam.